# Ninna Swaab
Ninna Swaab, née le 26 juin 1940 à Copenhague au Danemark, est une cavalière suédoise de dressage.
Elle est médaillée de bronze de dressage par équipe aux Jeux olympiques de 1972 à Munich.